# Martin Bohumil Hornof
Martin Bohumil Hornof (12. února 1844 Kněževes u Rakovníka – 8. dubna 1902 Pardubice-Zelené Předměstí) byl český učitel, spisovatel a hudební skladatel. Působil zejména v Holicích a Pardubicích. Účastnil se činnosti učitelských spolků. Byl autorem učebnic, knih pro mládež, sborových a náboženských písní.

## Život
Narodil se 12. února 1844 v Kněževsi u Rakovníka čp. 59 jako syn sedláka Josefa Hornofa. Do základní školy chodil v rodné obci, kde byl jeho učitelem hudebně založený František Spal (1803–1873). Poté s finančními obtížemi absolvoval reálku v Rakovníku a v letech 1860-61 vystudoval učitelský ústav v Praze.
Působil jako podučitel postupně v Lánech, Srbči, Ždírnici a na Starém Městě pražském. Roku 1869 získal místo učitele v tehdejších Nových Holicích na Pardubicku a v září 1871 tam byl jmenován řídícím učitelem.
V Holicích se zapojil do veřejné činnosti. 16. dubna 1873 spoluzakládal učitelský spolek Budeč holická a byl zvolen jejím prvním předsedou. (Roku 1875 z vedení odstoupil pro zaneprázdněnost, ale o dva roky později byl znovu uváděn jako předseda.) V rámci této organizace například nastolil diskusi o způsobu výuky zpěvu a o vedení školní kroniky. V letech 1874 a 1877 byl zvolen jedním ze zástupců učitelů pardubického okresu pro zemskou školní poradu. Na zemské učitelské konferenci r. 1875 byl členem skupiny vedené J. K. Hrašem, která řešila problematiku řídících učitelů (kvalifikační předpoklady, financování, započtení času na vedení školy apod.) V roce 1884 byl zmiňován jako člen výboru holického odboru Ústřední matice školské.

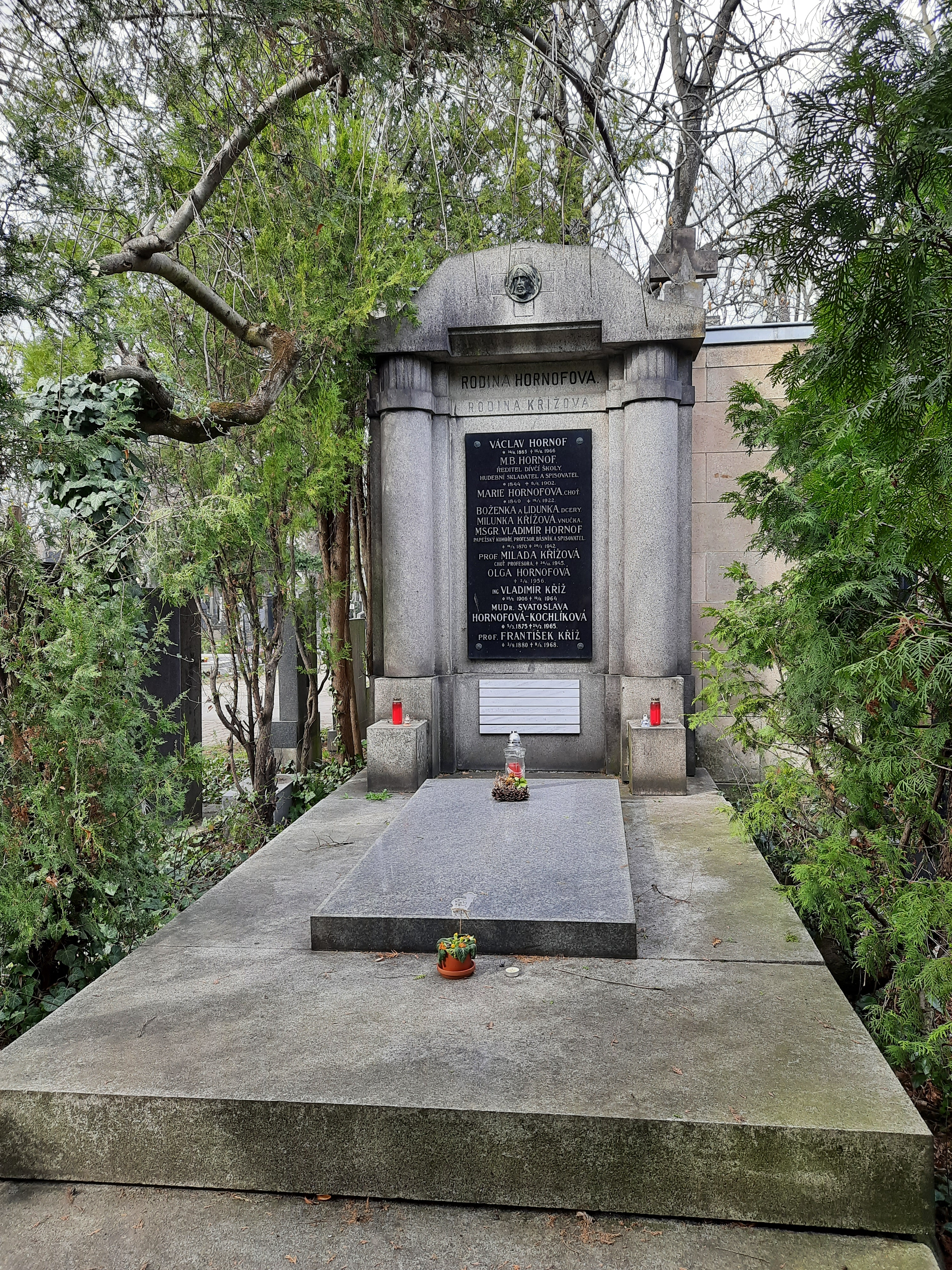
Hrobka rodiny Hornofovy na Vinohradském hřbitově

4. listopadu 1890 byl jmenován řídícím učitelem obecné školy v Pardubicích. (Podle jiných zdrojů nastoupil do funkce následujícího roku.) I zde pokračoval ve veřejném působení. Například roku 1894 organizoval na své škole finanční sbírku na podporu nemocného vinohradského kolegy Josefa Stanislava Háska (1849–1896). V březnu 1896 přednášel v pardubické Budči „O vážnosti stavu učitelského“. Na jaře 1897 podepsal provolání Jednoty českého katolického učitelstva a na valné hromadě v Hradci Králové v srpnu téhož roku byl zvolen místopředsedou.
Zemřel 8. dubna 1902 v Pardubicích, na Zeleném Předměstí č. 584 (tehdy Alžbětina, dnes Anenská třída) na emfyzém (rozedmu plic). (Doplňky k Ottovu slovníku naučnému a následně i některé jiné zdroje uvádějí datum 7. dubna.) Byl vzpomínán jako výborný vychovatel, oblíbený povídkář, církevní skladatel a autor písní pro sborový zpěv (viz též Dílo). Jeho ostatky jsou v současnosti (počátek 21. století) uloženy na Vinohradských hřbitovech.

## Dílo
Byl autorem učebnic, povídek pro děti, ale také sborových a církevních písní. Knižně vyšly například:
- Stručný dějepis Čech (1867 s několika reedicemi)
- Bájky (1968)
- Besedníček (1870), sbírka básní k recitaci
- Čeští vystěhovalci (1870), povídka z třicetileté války
- Přírodopis všech tří říší (1875), omylem (?) pod jménem Jos. B. Hornof[25]
- Povídky dějepisné (1878)
- Ničemný kníže a Chytrý Dobeš (1880), dvojice historických povídek pro mládež

Uspořádal sbírku Zpěvy církevní pro zbožný lid a milou mládež farnosti Holické (1880) a sborník Pod praporem hasičským, v upom. na 11. sjezd župní hasičské jednoty Chrudimské v Holicích (1890).
Některé jeho povídky vycházely v časopisech, např. Johanita Slavibor (Malý čtenář 1885).
Byl rovněž hudebním skladatelem, zaměřeným zejména na sborový zpěv a církevní hudbu. Například na schůzi klatovského učitelského spolku r. 1885 zazpívali jeho kvartet K národu.

## Rodina a příbuzenstvo
- Oženil se s Marií Dykastovou (1849-1922),[23] dcerou rolníka ze Srbče.[28] Z jejich dětí byli známi např.:
  - Vladimír Hornof (1870–1942),[28] katolický kněz, katecheta a autor textů duchovních písní
  - Svatoslava Hornofová-Kochlíková (1875–1965),[29][23] lékařka v oboru ženských a kožních nemocí[30][31]
  - Milada Křížová (1876–1945),[32][23] provdaná v Brně za středoškolského profesora Františka Kříže (1880–1968),[33][34] autora učebnice geometrie (Návod k používání Křížových deskriptivních modelů, 1906).[35]
- Bratr Václav Hornof[36] (1840–1876) byl rovněž literárně činný učitel.[37]
- V Kněževsi (ovšem v č. 45) žila také vedlejší větev rodiny, spojená Martinovým dědečkem Josefem Hornofem, který pocházel z č. 69. Jeho syn (tj. Martinův strýc) Jan Hornof byl rolník a určitou dobu též rychtář.[38][39] Z jeho potomků byli známi např.:
  - Jan Nepomuk Hornof[38] (1844–1917), berní úředník, vrchní pokladník města Prahy[40]
  - Jakub Hornof převzal rodinný statek. Jeho syn Jaromír Hornof[39] (1868–1909) vystudoval práva a stal se soudcem v Holešově na Moravě.[41]